# Pentanopsis fragrans
Pentanopsis fragrans är en måreväxtart som beskrevs av Alfred Barton Rendle. Pentanopsis fragrans ingår i släktet Pentanopsis och familjen måreväxter. Inga underarter finns listade i Catalogue of Life.